# 小杉勇
小杉 勇（こすぎ いさむ、本名・小杉 助治郎、1904年2月24日 - 1983年4月8日）は、日本の映画俳優、映画監督。作曲家の小杉太一郎は息子。息子の妻は漫談家の山野一郎の娘。

## 来歴・人物
宮城県石巻市に生まれる。石巻商業学校を卒業後、上京し、「日本橋白木屋百貨店」に就職する。しかし、1923年、日本映画俳優学校設立と同時に入学する。同期に八木保太郎、吉村廉、島耕二などがいる。
1925年、日活京都撮影所に入社する。当時の日活は看板スターであった鈴木傳明や岡田時彦などが去り、新しいスターを必要としていた。また、左翼思想の台頭などもあり、たくましさも兼ね備えた小杉が新しい時代を象徴する存在として注目された。
まず、1929年、新鋭内田吐夢監督の『生ける人形』で新しいヒーロー像を体現し、阿部豊の『女性讃』、村田実の『この太陽』で傾向映画の新しいヒーローとして第一人者となった。
その後、映画、『限りなき前進』、『真実一路』などの傑作に主演し、特に、田坂具隆監督と組んだ『路傍の石』や『土と兵隊』では重厚な演技を見せてナンバーワン男優の地位を不動のものとした。
戦後は映画監督に転じ、東横映画、東映を経て、日活で数多くの娯楽作品を撮った。その一方、俳優としても他監督の作品にも出演した。1983年4月8日死去。享年79。残された資料は東京国立近代美術館フィルムセンターに遺贈されている。

## 主な出演作

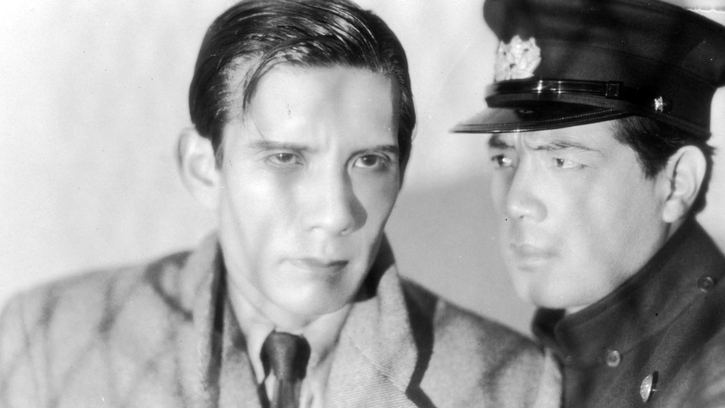
映画「警察官」1933年

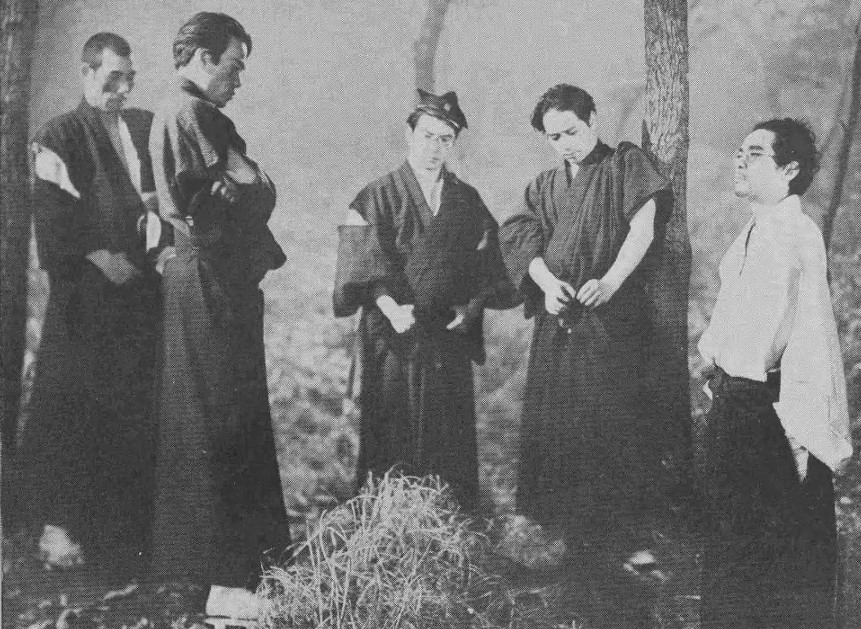
『人生劇場』（1936年）

※太字の題名はキネマ旬報ベストテンにランクインした作品
- 死の宝庫（1926年）
- 維新の京洛 竜の巻 虎の巻（1928年）
- 灰燼（1929年）
- 生ける人形（1929年）
- 東京行進曲（1929年）
- 都会交響楽 （1929年）
- 藤原義江のふるさと（1930年）
- この太陽（1930年）
- ミスター・ニッポン（1931年）
- 海のない港（1931年）
- 警察官（1933年）
- うら街の交響楽（1935年）
- 人生劇場（1936年）
- 情熱の詩人啄木（1936年）
- 新しき土（1937年）
- 裸の町（1937年）
- 真実一路（1937年）
- 限りなき前進（1937年）
- 五人の斥候兵（1938年）
- 忠臣蔵 天の巻・地の巻（1938年）
- 路傍の石（1938年）
- 爆音（1939年）
- 土（1939年）
- 土と兵隊（1939年）
- 歴史（1940年）
- 愛の一家（1941年）
- 元禄忠臣蔵（1941年）
- 母子草（1942年）
- 海軍（1943年）
- 待ちぼうけの女（1946年）
- 王将（1948年）
- 獄門島（1949年）
- たそがれ酒場（1955年）
- 地獄の波止場（1956年）
- 暁の逃亡（1956年）
- ジャズ娘誕生 (1957年)
- 俺は待ってるぜ (1957年)
- 陽のあたる坂道（1958年）
- 地獄の破門状（1969年、日活）
- 牡丹と竜（1970年）
- 現代任侠道 兄弟分 (1970年)

## 監督作
- 花嫁選手（1948年）
- 地獄の波止場（1956年）
- 名寄岩涙の敢闘賞（1956年）
- チャンチキおけさ（1958年）
- 刑事物語シリーズ（1960年〜1961年）
- 紅の銃帯（1961年）
- 機動捜査班シリーズ（1961年〜1963年）
- 姿なき拳銃魔 (1964年）
- 東京五輪音頭（1964年）
- あばれ騎士道（1965年）